# Dương Văn Minh
Dương Văn Minh (16 de febrero de 1916-6 agosto de 2001) fue presidente de la República de Vietnam (RVN) o Vietnam del Sur. Apodado «Big Minh» (Gran Minh) por sus amigos estadounidenses a causa de su elevada estatura, Minh se alzó con el poder brevemente cuándo derrocó a su predecesor Ngo Dinh Diem mediante un golpe de estado sangriento el 2 de noviembre de 1963. 
Asumió como presidente en 1964 y nuevamente en 1975, siendo el último en ocupar el cargo tras la caída de Saigón.

## Sus comienzos
Duong Van Minh nació en la provincia sureña My Tho, y concurrió a una escuela francesa en Saigon. Minh se unió al ejército colonial de Indochina Francesa y fue adiestrado en una clase de solo cincuenta vietnamitas como oficial. 

## Aliado de Diem
Durante la década de 1950, Minh participó en la Guerra de Indochina, en los conflictos internos del gobierno de Diem contra el emperador Bao Dai, las sectas budistas Cao Dai y Hoa Hao, y contra el grupo criminal Binh Xuyen. La ayuda del general Minh en la lucha fue indispensable para Diem, quien tuvo hasta entonces una presencia débil como primer ministro y luego presidente. Ambos Diem y Van Minh se opusieron al poder de los maestros de pasado franceses en el nuevo estado, y entonces se unieron en guerra contra los aliados de Francia en Vietnam de Sur, Bao Dai, las sectas budistas, y el crimen organizado. 

### Decadencia del gobierno
Aunque Minh se benefició de su puesto como jefe de estado mayor, los poderes estatales reales estaban bajo el control del hermano de Diem, Ngo Dinh Nhu, y otros familiares del presidente. En el ejército donde había muchos oficiales miembros de los partidos Dai Viet (lealistas de Bao Dai) o VNQDD (aliados de los Kuomintang de China), Diem no era popular, especialmente cuándo empezó a discriminar a los oficiales budistas. Diem solo confiaba en vietnamitas católicos como él mismo. En el golpe militar del 11 de noviembre, un motín premeditado por las tropas del ERVN en Saigón, se intentó un golpe de estado contra Diem, pero los líderes del motín se aliaron con oficiales menores de unidades de paracaidistas e infantes de marina. Los generales del estado mayor como Minh no dieron su apoyo al golpe, y éste fracasó. Pues la desgana de oficiales superiores del ERVN en Saigón por reprimir el golpe en su inicio (eventualmente llegaron dos divisiones leales desde las afueras de Saigon y terminaron el motín por la fuerza), mostró la opinión de Diem entre el ejército, y en el país entero. Cuándo un bombardeo aéreo contra el palacio presidencial en 1962 falló también en el intento de asesinar a Diem, se comprendió en el ejército que el control sobre los soldados rasos era limitado.

## Golpe de noviembre de 1963
El 2 de noviembre de 1963, fuerzas del ERVN leales a Duong Van Minh y el estado mayor rodearon al Palacio Gia Long del presidente y exigieron su rendición. Para ese momento Diem ya había huido del palacio hacia Cholon, un suburbio de Saigón, pero finalmente los soldados rebeldes encontraron a Diem y a su hermano Nhu en una iglesia allí y los detuvieron. Posteriormente Minh ordenó la ejecución de los hermanos mientras una jornada por el aeropuerto Tan Son Nhut. Ese día Minh tomó poder como el jefe de la junta militar y presidente en hecho.
Gobernó por tres meses hasta que otro general Nguyen Khanh realizó otro golpe de estado y puso a Minh bajo arresto domiciliario. Hasta el 26 de septiembre de aquel año, Minh continuaba oficialmente como el presidente de Vietnam del Sur, pero el poder verdadero residía en las manos de Khanh quien era el jefe de estado mayor del Ejército de la República de Vietnam. 

### Régimen
Bajo el gobierno de Minh, hubo una gran rotación de funcionarios alineados con Diệm. Muchos fueron detenidos indiscriminadamente sin cargos, la mayoría de los cuales fueron liberados posteriormente. Đính y el nuevo jefe de la policía nacional, el general Mai Hữu Xuân, recibieron el control del Ministerio del Interior y fueron acusados de detener a personas en masa, antes de liberarlas a cambio de sobornos y promesas de lealtad. El gobierno fue criticado por despedir a un gran número de jefes de distrito y provinciales nombrados directamente por Diệm, lo que provocó una ruptura de la ley y el orden durante la brusca transición de poder.
Según numerosas fuentes, Minh fue criticado por ser un político perezoso y desinteresado. Se dice que Minh prefería jugar al mahjong, jugar al tenis, cuidar su jardín y dar fiestas de té que luchar contra el Viet Cong o gobernar el país. 
El gobierno provisional carecía de dirección en la política y la planificación, lo que provocó su rápido colapso. El número de ataques rurales instigados por el Viet Cong aumentó tras la destitución de Diệm, debido al desplazamiento de las tropas a las zonas urbanas para el golpe.

### Detención
Minh fue detenido el 30 de enero de 1964, y el poder en Vietnam de Sur pasó a manos del estado mayor y su nuevo jefe, el General Nguyen Khanh. Khanh dejó que Minh siguiera ocupando el puesto de presidente, pero de hecho Minh carecía de poder real. Minh no atentaba oponer su detención, y luego se exilió en Bangkok. En 1968, escribió un artículo pro-guerra para la revista trimestral Foreign Affairs, condenando a los comunistas y rechazando un acuerdo de reparto de poder. Esto contribuyó a poner fin a su exilio, con el apoyo de Estados Unidos.
En 1971, Minh trató de tomar parte en las elecciones presidenciales contra Nguyen Van Thieu, pero retiraria su candidatura cuando se dio cuenta de que la votación podría llegar a ser manipulada. En 1973, Minh propuso un propuesta para terminar la guerra, y habló en favor de negociar con el Norte.

## Caída de la República de Vietnam
A finales de abril de 1975, el presidente Thiệu huyó a Taiwán y entregó el poder al vicepresidente Trần Văn Hương el 21 de abril. Hương propuso establecer conversaciones de paz con Vietnam del Norte, en un intento de buscar un acuerdo con las fuerzas norvietnamitas. Sin embargo, después de que sus propuestas fueran rechazadas, dimitió. Mientras se desarrollaba el ataque principal a Saigón, el 27 de abril de 1975, en una sesión de la Asamblea Nacional, se entregó por unanimidad la presidencia a Minh, que juró el cargo al día siguiente.
Dos días después, las fuerzas norvietnamitas entraron en el centro de la ciudad de Saigón, encontrando muy poca resistencia por las fuerzas survietnamitas. Exceptuando en el Delta del Mekong, donde las fuerzas survietnamitas se mantuvieron activas, el Ejército de la República de Vietnam habia virtualmente dejado de existir.
A las 10:24, aconsejado por el general Nguyễn Hữu Hạnh, el presidente Minh se dirigió a Radio Saigón y ordenó a todas las fuerzas survietnamitas el cese de los combates y posteriormente declaró la rendición incondicional. Hạnh declararía en una entrevista a la BBC que Minh no quería trasladar el gobierno de Saigón hacia el Delta del Mekong, donde las fuerzas survietnamitas estaban resistiendo. Asi mismo, indicó que Minh planeaba poner fin a la guerra.
Hacia el mediodía, un tanque norvietnamita atravesó las puertas del Palacio de la Independencia. Cuando las tropas comunistas entraron al lugar, encontraron a Minh y a su gabinete sentados alrededor de la gran mesa ovalada de la sala de sesiones, esperándolos.
Dirigiendose a los soldados, Minh dijo: "La revolución está aquí. Ya están aquí". Y añadió: "Los hemos estado esperando para poder entregar el gobierno". El oficial norvietnamita de mayor rango, el coronel Bùi Văn Tùng, respondió: "No se trata de que transfieran el poder. Su poder se ha desmoronado. No pueden ceder lo que no tienen". Más tarde, anunció por radio la disolución del gobierno de Vietnam del Sur en todos sus niveles.
Al cabo de unos días se le permitió volver a su villa, a diferencia de casi todo el personal militar y los funcionarios públicos restantes, que fueron enviados a campos de reeducación. Vivió recluido en su villa por ocho años.

## Exilio
En 1983, emigró a Francia y luego a los Estados Unidos estableciéndose en Pasadena, California, en donde residió con su hija hasta el final de sus días.
Estando en el exilio, Minh no participó en ninguna actividad política, ni habló en público de sus experiencias de guerra, ni sobre Vietnam, ni escribió sus memorias.

## Muerte
Minh murió en un hospital público de Pasadena el 6 de agosto de 2001 a la edad de 85 años, a consecuencia de una caída de su silla de ruedas. 
En las comunidades vietnamitas no sintieron pesar por la muerte de Minh, dado a que seguían enfadados con él por haber ordenado a los soldados survietnamitas que despusieran las armas, y que lo veían como el oficial responsable de la caída de Vietnam del Sur.
| Predecesor: Ngo Dinh Diem Comité de Jefatura Provisional Trần Văn Hương | Presidente de la República de Vietnam 1963 – 1964 1964 1975 | Sucesor: Nguyễn Khánh Phan Khắc Sửu cargo abolido |

- Datos: Q334419
- Multimedia: Dương Văn Minh / Q334419